# Jan z Pułkowa
Jan z Pułkowa lub Hanusz z Pułkowa herbu Rogala (Hannus von Polkaw, Hannus von Renis) – jeden z założycieli i przywódców Związku Jaszczurczego.
24 lutego 1397 wraz z bratem Mikołajem z Ryńska założył Związek Jaszczurczy.
Po bitwie grunwaldzkiej razem z Mikołajem z Pilewic opanował krzyżacki zamek w Kowalewie Pomorskim, a następnie oddał go Polakom. Zarówno Mikołaj z Ryńska jak i Mikołaj z Pilewic zostali przez Krzyżaków uznani za zdrajców i ścięci, natomiast ostrzeżony wcześniej Jan z Pułkowa zdołał zbiec na teren Królestwa Polskiego. Jego majątek w Małym Pułkowie został przez Zakon skonfiskowany, a żona i dzieci wypędzone. 
Potomek Jana, Fryderyk z Pułkowa był jednym z założycieli Związku Pruskiego.